# Corinna Lingnau
Corinna Lingnau   (Leverkusen, 18 de gener de 1960), coneguda posteriorment amb el nom de casada Corinna Bremer, és una jugadora d'hoquei sobre herba alemanya, ja retirada, que va competir sota la bandera de República Federal Alemanya durant les dècades de 1970 i 1980.
El 1984 va prendre part en els Jocs Olímpics de Los Angeles, on guanyà la medalla de plata en la competició d'hoquei sobre herba.
En el seu palmarès també destaquen una medalla d'or i una de plata a la Copa del món d'hoquei sobre herba, una medalla de bronze al Campionat d'Europa i una medalla d'or al Campionat d'Europa d'hoquei sala. Durant la seva carrera esportiva disputà 103 partits amb la selecció nacional, dels quals 11 foren en sala. A nivell de clubs jugà al RTHC Bayer Leverkusen, amb qui guanyà la lliga de 1982, 1983 i 1985.